# Re-Volt
Re-Volt es un videojuego de carreras lanzado al mercado por Acclaim Entertainment en el año 1999 para PlayStation, Nintendo 64, Dreamcast y Microsoft Windows con las secuelas de: RC Revenge para PlayStation y RC Revenge Pro para PlayStation 2.

### Jugabilidad (Gameplay)
La versión para PC del juego presentaba 28 coches stocks y 14 pistas, incluyendo un escenario de roaming gratuito. Los coches vienen en tres variantes de combustible; eléctrico, gasolero y especial. La capacidad de conducción de los jugadores los ubicará en varias categorías para que compitan contra otros coches de capacidades similares. Estas capacidades se clasifican en categorías que son: Novato, Amateur, Avanzado, Semi-Pro y Pro. Las pistas también se clasifican según su dificultad para dominar y ganar. Estas categorías son: Fácil, Media, Difícil y Extrema. Los autos y las pistas se desbloquean a través del éxito en los modos de torneo del juego.
Carrera Simple permite 2-4 jugadores en las versiones de consola, 2-12 jugadores en la versión de PC y 2-16 jugadores en la versión de RVGL para competir en las pistas normales para un solo jugador. Dentro de cada carrera, los competidores corren para ser los primeros en completar un número preestablecido de vueltas del circuito. Para ayudarlos en esto, hay una variedad de potenciadores con forma de rayo que se encuentran alrededor de la pista. Recolectar uno de estos proporciona al jugador un arma aleatoria que varía desde las manchas de petróleo hasta fuegos artificiales y baterías que aumentan tu velocidad durante un corto período de tiempo. Mientras peor sea el desempeño de un jugador en la carrera, es más probable que se obtenga una de las mejores armas, y viceversa.
Desde la versión RVGL 16.0920a para PC, el desarrollador implementó un soporte para el "Contenido Dreamcast", también proporcionó todos los automóviles de la consola y la pista extra Rooftops en una descarga opcional que está disponible en el sitio web de RVGL.

### Multijugador
El modo Multijugador de Re-Volt tiene dos modos de juego: "Carrera Simple" y "Battle Tag". En las versiones de consola del juego, el modo multijugador se juega a través de una pantalla dividida, mientras que la versión para PC está solo en línea. Y luego, en la versión 1.2 de PC en adelante, la pantalla dividida se suma a 4 jugadores. En carrera simple, los jugadores pueden competir entre sí en las pistas estándar para un solo jugador, aunque las pistas creadas por el usuario se pueden seleccionar utilizando ciertos métodos. Battle Tag pone a los jugadores en una de las cuatro áreas especiales: Vecindario, Jardín, Supermercado y Museo. Los jugadores deben encontrar y recoger una estrella que esté escondida en algún lugar del nivel. Cuando un jugador toma la estrella, su temporizador comienza la cuenta atrás. Al acercarse al jugador con la estrella, otros jugadores pueden robar la estrella, comenzando así el temporizador de ese jugador y deteniendo al oponente. Un jugador gana cuando se acaba el tiempo. Además, los jugadores pueden hacer que su auto salte usando la tecla 'Reposición', en lugar de re-posicionar el auto, ya que las arenas no tienen un rumbo fijo.

### Versión Arcade
En septiembre de 2004, se lanzó una versión modificada de Re-Volt para máquinas de locales de videojuegos creado por Tsunami Visual Technologies. Este puerto del juego presentaba algunos cambios en la jugabilidad y los gráficos. Funcionó en Microsoft Windows 98 y vino en dos versiones: el TsuMo Standard Non-Motion Sit Down Re-Volt y un modelo de lujo. Similar al modo de prueba de tiempo de Dreamcast y muchos otros corredores de arcade, hay un temporizador global. Esta versión también incluía canciones adicionales, entre ellas la veneciana Venecia de Gabor y una nueva canción creada por Kurt Arnlund, un exempleado de Tsunami.
El sistema informático estándar Re-Volt utilizó partes de computadoras disponibles comercialmente.
- Placa Madre: ASUS P4S800-MX SE
- CD-ROM GIGABYTE GO-C5200B 52X IDE
- Tarjeta de video: MSI MX4000-T64R
- Disco duro IDE estándar
- Procesador Intel Socket 478
- 256MB de memoria DDR
- Fuente de alimentación ATX

## Actualización
Los autores del juego, después de que la empresa creadora quebrara, continuaron actualizándolo para que pudiera ser ejecutable en los nuevos sistemas operativos de la familia Windows (Windows XP/Vista/7). Para ello crearon la web denominada Re-Volt v1.2 Update donde se pueden encontrar los ficheros necesarios para adaptarlo a los nuevos sistemas operativos además de añadir mejoras.
El 1 de mayo de 2015, sale a la luz el RVGL (Re-Volt OpenGL) es una reescritura / puerto multi-plataforma de Re-Volt que se ejecuta nativamente tanto en Windows (XP/Vista/7/8/8.1 y 10) como en GNU Linux y desde  2018 en Android, utiliza componentes modernos de código abierto para alimentarlo. Es compatible con tarjetas integradoras y/o externas que tengan OpenGL. Hasta el 1.2, utilizaba Directx, DirectDraw y DirectPlay (Multijugador), pero debido a los problemas de compatibilidad en Windows 8, 8.1 y 10, optó por usar el OpenGL para los gráficos, OpenAL Soft para el audio, SDL2 para la entrada de varios controladores y desde el 10 de agosto de 2015, utiliza ENet para la creación de redes (Multijugador).
Hay versiones jugables para Windows y Linux. A partir de septiembre de 2016, proporciona versiones tanto de 32 bits como de 64 bits para Windows y Linux. Desde la versión 17.0325a, se añade 4 competidores más con un total de 2-16 jugadores en la versión de PC.
El 10 de marzo de 2018, sale la primera versión de RVGL para Android, siendo el mismo código de la versión de PC.
El 27 de enero de 2021, sale la primera versión de RVGL para macOS, siendo el mismo código de la versión de PC. Esta es una compilación universal que requiere macOS 10.9 o superior y se ejecuta de forma nativa en hardware Intel de 64 bits y Apple M1.